# 台灣大創百貨
台灣大創百貨，是日本大創百貨的台灣分公司，2001年5月設立。

## 歷史
2008年12月：嘉義松屋店開幕。
2009年10月：台南德安店開幕。
2014年11月：澎湖馬公店開幕。
2015年7月：樹林秀泰店開幕。
2015年7月：新北七張店開幕。
2015年8月：桃園楊梅店開幕。
2015年8月：雲林斗六店開幕。
2015年11月：林口環球店開幕。
2016年9月：台南FOCUS店開幕。
2017年6月：台南愛買店開幕。
2019年9月：台南小西門店開幕。
2020年8月：水湳愛買店開幕。
2020年9月：台中文心店開幕。
2021年2月：台南南紡店開幕，內含旗下新品牌「Threeppy」。
2021年2月：台中一中店開幕。
2021年3月：高雄義享天地店開幕。
2021年3月：板橋愛買店開幕。
2021年4月：林口環球A9店開幕。
2021年4月：高雄誠品店開幕。
2021年5月：西門武昌誠品店開幕。
2021年9月：桃園環球A19店開幕。
2021年11月：「大創線上購物」成立。
2022年1月：高雄SKM Park店與竹北遠百店同時開幕。
2022年5月：台南家樂福仁德店開幕。
2022年6月：台南德安店結束營業，台北東區地下街店與高雄樂購廣場店同時開幕。
2022年7月：台南家樂福安平店開幕。
2022年8月：桃園置地廣場店與淡水中正店同時開幕。
2022年11月：嘉義家樂福店開幕。
2022年12月：台南南紡店新增旗下新品牌「Standard Products」。
2023年2月：台南中華店開幕。
2023年4月：台中LaLaport店開幕，內含旗下新品牌「Threeppy」與「Standard Products」。
2024年4月：花蓮遠百店開幕。
2024年5月：台南愛買店結束營業，後於7月改由寶雅接手。
2024年10月：高雄家樂福楠梓店開幕，為全台首間店中店。

## 爭議事件
2018年4月初，時代力量立法委員黃國昌召開記者會指出，台灣大創百貨於2015年11月，因違法進口日本福岛核事故影响的福島縣、茨城縣、群馬縣、櫪木縣及千葉縣食品，遭经济部国际贸易局行政處分停止輸入商品，但在處分期間仍以專案申請進口；並質疑台灣大創百貨在交易文件任意填載日期，以利申請專案出入境許可證。
2018年5月23日，經濟部國際貿易局副局長李冠志在立法院表示，國貿局上星期裁定對台灣大創百貨處以新台幣4164萬元罰鍰，並廢止台灣大創百貨以不實證件申請之專案出入境許可證，法定2年內不得輸入貨品。黃國昌質疑，國貿局是否遭到經濟部高層藉外交部名義，以台日關係為由施壓，要求放縱台灣大創百貨偽造文書等行為。外交部部長吳釗燮表示，外交部人員已向經濟部詢問，外交部全然沒有介入此事。李冠志表示，國貿局沒有受到經濟部高層壓力。
2018年5月25日，黃國昌在臉書發文爆料，4月11日他在立法院經濟委員會播放大創案「門神」錄音檔，該門神是民主進步黨立法委員黃偉哲辦公室前主任曾碧珠。黃偉哲回應，曾碧珠在農曆年後就已經離職，如果她牽涉到任何不法，也是要負法律責任。
2018年5月28日，台灣大創百貨發布聲明稿，強調「希望繼續在台事業」，後續商品採購改為僅在台灣境內進行，部分進出貨員工會調職、絕對不會裁員，但將於2018年6月陸續關閉澎湖店、大創線上購物網站及Yahoo奇摩超級商城。台灣大創百貨表示，會努力維持實體店鋪的營業，無意更改現有店名，亦不會為了現有店鋪的營業而成立新公司。
2018年7月22日，行政院院長賴清德前往臺南市參與民進黨後援會座談會，替民進黨台南市市長候選人黃偉哲輔選，被黃國昌批評並反問法務部「看到賴清德舉起黃偉哲的手，大創弊案還辦得下去嗎」。
2018年10月29日，前民進黨台南縣縣長蘇煥智到臺灣臺北地方檢察署按鈴控告黃偉哲與前經濟部部長鄧振中等人涉嫌在台灣大創百貨核災食品案中收賄、圖利台灣大創百貨，黃偉哲反告蘇煥智與中國國民黨台南市市長候選人高思博涉嫌《中華民國刑法》「加重誹謗罪」等罪名。蘇煥智表示，他此次搜集大創案匯款等相關資料提告，相信台南鄉親看到這些資料都會搖頭、並對民進黨的墮落感到難過。
2018年11月23日，蘇煥智表示，大創案不可隨著2018年九合一選舉落幕無疾而終，如果蔡英文政府不願面對大創案，這將會是民進黨走上黑金沉淪的關鍵。

## 旗下品牌
- Threeppy
- Standard Products

## 店舖資訊
- DAISO大創百貨

| 店名                   | 地址                                             | 營業時間                                                                                         | 電話         |
| 基隆仁二店             | 基隆市仁愛區仁二路202號1樓                       | 11:00~22:00                                                                                      | 0910-880797  |
| 天母高島屋店           | 台北市士林區忠誠路二段55號12樓                   | 週日~週四：11:00~21:30 週五日~週六：11:00~22:00                                                  | 0910-931691  |
| LaLaport南港店         | 台北市南港區經貿二路131號4F                      | 週一~週四11:00~21:30 週五週六11:00~22:00                                                         | 0910-880995  |
| 南港環球店             | 台北市南港區忠孝東路七段371號B1(B1A)             | 週一~週五11:00~21:30 週六~週日10:00~21:30                                                        | 0910-880995  |
| 士林中正店             | 台北市士林區中正路302號                          | 9:30~22:00                                                                                       | 0910-730758  |
| 三重介壽店             | 新北市三重區龍門路6號A棟3樓                      | 11:00~22:00                                                                                      | 0910-730069  |
| 汐止遠雄店             | 新北市汐止區新台五路一段93號2樓                  | 週日~週四 11:00~21:30 週五~週六&例假日前夕 11:00~22:00                                           | 0910-729611  |
| 林口環球店             | 桃園市龜山區復興一路8號B1                        | 11:00~22:00                                                                                      | 0910-730199  |
| 林口三井店             | 新北市林口區文化二路一段123號3樓                 | 週一~週四11:00~21:30 週六~週日10:30~22:00 週五&假日前一天11:00~22:00                             | 0910-932509  |
| 台北慶城店             | 台北市松山區慶城街8-1號1樓                       | 10:00~22:00                                                                                      | 02-2546-3931 |
| 台北南西店             | 台北市中山區南京西路1號1樓                       | 9:30~22:30                                                                                       | 0910-729577  |
| 台北站前店             | 台北市中正區許昌街28號                           | 10:00~22:00                                                                                      | 0910-729598  |
| 台北明曜店             | 台北市大安區忠孝東路四段200號9樓                 | 週日~週四 11:00~21:30 週五~週六 11:00~22:00                                                      | 0910-729589  |
| 新莊鴻金寶店           | 新北市新莊區民安路188巷5號2樓                    | 11:00~22:00                                                                                      | 0910-931706  |
| 板橋環球店             | 新北市板橋區縣民大道二段7號B1                    | 週一~週五 11:00-22:00 週六~週日 10:00-22:00                                                      | 0910-880795  |
| 板橋遠百中山店         | 新北市板橋區中山路一段152號B1                    | 11:00-22:00                                                                                      | 0963-793909  |
| 板橋府中店             | 新北市板橋區文化路一段1號                        | 10:00~22:00                                                                                      | 0910-931630  |
| 中和環球店             | 新北市中和區中山路三段122號B2                    | 11:00-22:00                                                                                      | 0910-729586  |
| 桃園環球A19店          | 桃園市中壢區高鐵南路二段352號2樓                 | 11:00-22:00                                                                                      | 0910-931709  |
| 板橋愛買店             | 新北市板橋區貴興路101號3F                        | 週一直週日11:00-21:00                                                                            | 0910-931633  |
| 永和中正店             | 新北市永和區中正路144號                          | 10:00~22:00                                                                                      | 0910-731700  |
| 樹林秀泰店             | 新北市樹林區樹新路40-6號4樓                      | 11:00~22:00                                                                                      | 0910-730759  |
| 景美瀚星店             | 台北市文山區景興路188號B1                        | 週一~週四 11:00~22:00 週五、週六、例假日前一天 11:00-22:00                                       | 0911-596629  |
| 桃園中正店             | 桃園市桃園區中正路60號B1                         | 11:00~22:00                                                                                      | 0910-880995  |
| 桃園愛買店             | 桃園市桃園區中山路939號                          | 10:00~22:00                                                                                      | 0910-731567  |
| 新店小碧潭店           | 新北市新店區中央路157號2F                        | 10:00~22:00                                                                                      | 0910-700612  |
| 台北七張店             | 新北市新店區北新路二段128號2樓                   | 週日~週四 11:00~21:30 週五~周六 11:00-22:00                                                      | 0910-8880918 |
| 中壢中原店             | 桃園市中壢區中華路二段501號B1                    | 10:00~22:00                                                                                      | 03-462-8027  |
| 桃園楊梅店             | 桃園市楊梅區中山北路二段23巷6號2樓               | 11:00~22:00                                                                                      | 0910-931806  |
| 新竹巨城店             | 新竹市東區中央路229號B1                          | 週日~周四 11:00~21:30 週五~週六 11:00~22:00                                                      | 0910-880991  |
| 宜蘭金東店             | 宜蘭縣宜蘭市宜興路一段159號                      | 11:00~22:00                                                                                      | 0910-932506  |
| 苗栗尚順店             | 苗栗縣頭份鎮中央路105號3樓                       | 11:00~21:30                                                                                      | 0928-360237  |
| 宜蘭羅東店             | 宜蘭縣羅東鎮公園路100號2樓                       | 週一~週四&週日 11:00~22:00 週五~週六 11:00~22:30                                                 | 0910-931922  |
| 台中安和店             | 台中市西屯區安和路170號2樓                       | 10:00~22:00                                                                                      | 0963-367631  |
| 台中逢甲店             | 台中市西屯區逢甲路58號                           | 11:00~22:00                                                                                      | 0928-362551  |
| 台中北屯店             | 台中市北屯區北屯路370號B1                        | 10:00~22:00                                                                                      | 04-2247-4107 |
| 台中大潤發店           | 台中市北區忠明路499號1F                          | 10:00~21:00                                                                                      | 0910-931626  |
| 台中中友店             | 台中市北區三民路三段161號C棟12樓                 | 週一~週五 11:00~21:30 週六~週日&例假日 11:00~22:00                                               | 0928-361675  |
| LaLaport台中店         | 台中市東區進德路600號北館4F                      | 週一~週五 11:00~22:00 週六~週日&例假日 10:30~22:00                                               | 0910-686365  |
| 台中新時代店           | 台中市東區復興路四段186號9樓                     | 週一~週五 11:00~22:00 週六~週日&例假日 10:30~22:00                                               | 0910-880536  |
| 台中國光店             | 台中市大里區國光路二段710號B1                    | 10:00~22:00                                                                                      | 0910-880557  |
| 南投草屯店             | 南投縣草屯鎮中正路654號1-3F                      | 10:00~22:00                                                                                      | 0928-361708  |
| 花蓮遠百店             | 花蓮縣花蓮市和平路581號B1                        | 10:00~21:30                                                                                      | 0910-700611  |
| 彰化員林店             | 彰化縣員林鎮中山路二段19號                       | 11:00-22:00                                                                                      | 0928-362376  |
| 雲林斗六店             | 雲林縣斗六市中山路7號                            | 10:00~21:30                                                                                      | 0928-362637  |
| 嘉義耐斯店             | 嘉義市東區忠孝路600號8樓                         | 11:00~22:00                                                                                      | 0928-362905  |
| 嘉義民族店             | 嘉義市東區民族路456號2樓                         | 11:00~22:00                                                                                      | 0928-360023  |
| 嘉義家樂福店           | 嘉義市西區博愛路二段461號B1                      | 10:00~22:00                                                                                      | 0963-793910  |
| 台南南紡店             | 台南市東區中華東路一段358號3樓                   | 11:00~22:00                                                                                      | 0928-361570  |
| 台南FOCUS店            | 台南市中西區中山路166號10樓                      | 11:00~22:00                                                                                      | 0910-880736  |
| 台南小西門店           | 台南市中西區西門路一段658-1號B2                  | 11:00~22:00                                                                                      | 0910-880759  |
| 台南中華店             | 台南市東區中華東路三段277號                      | 10:00~22:00                                                                                      | 0910-731766  |
| 左營三越店             | 高雄市左營區高鐵路115號2樓                       | 11:00~22:00                                                                                      | 0928-362501  |
| 左營環球店             | 高雄市左營區站前北路1號3樓                       | 11:00~22:00                                                                                      | 0928-362757  |
| 屏東環球店             | 屏東縣屏東市仁愛路90號4樓                        | 週一~週五 11:00~22:00 週六~週日 10:30~22:00                                                      | 0928-361730  |
| 漢神巨蛋店             | 高雄市左營區博愛二路777號8樓                     | 週一~週四 11:00~22:00 週五&假日前一天 11:00~22:30 週六&例假日 10:30~22:30 例假最終日 10:30~22:00 | 0928-361037  |
| 屏東驛站店             | 屏東縣屏東市公勇路62號2樓                        | 週一~周五 11:00~22:00 週六~週日&例假日 10:30-22:00                                               | 0928-362910  |
| 高雄大樂店             | 高雄市三民區民族一路463號B1                      | 10:00~22:00                                                                                      | 0910-881067  |
| 高雄五福店             | 高雄市新興區五福二路262號2樓                     | 11:00~22:00                                                                                      | 0928-362181  |
| 高雄SOGO店             | 高雄市前鎮區三多三路217號7樓                     | 週日~週四 11:00~21:30 週五~週六 11:00~22:00                                                      | 0928-362516  |
| 高雄夢時代店           | 高雄市前鎮區中華五路789號7樓                     | 週一~週四 11:00~22:00 週五 11:00~22:30 週六 10:30~22:00 週日 10:30~22:00                         | 0972-293001  |
| 高雄草衙道店(SKM Park) | 高雄市前鎮區中山四路100號3樓                     | 週一~週四 11:00~21:30 週五及例假日前一天 11:00~22:00 週六~週日 10:30~22:30                       | 0928-363035  |
| MIKI PLAZA店           | 台北市大安區大安路一段77號11號地下街10、11號店舖 | 11:00~22:00                                                                                      | 0910-880773  |
| 文心秀泰店             | 台中市南屯區文心南路289號5樓                     | 週一~週五 11:00~22:00 周末&例假日 10:30~22:00                                                    | 0928-360697  |
| 水湳愛買店             | 台中市西屯區中清路二段1199號                     | 11:00~21:00                                                                                      | 0928-363830  |
| 台中一中店             | 台中市北區三民路三段92-3號B1                     | 11:00~22:00                                                                                      | 04-2225-9395 |
| 台中沙鹿店             | 台中市沙鹿區沙田路167號                          | 9:30~21:00                                                                                       | 0910-880676  |
| 台中復興店             | 台中市南區復興路一段359號2樓                     | 10:00~21:00                                                                                      | 0928-363156  |
| 台北永康店             | 台北市大安區永康街7巷6號                         | 10:00~22:00                                                                                      | 0910-686390  |
| 台南家樂福仁德店       | 台南市仁德區中山路711號2樓                       | 10:00~22:00                                                                                      | 0910-880775  |
| 台南家樂福安平店       | 台南市中西區中華西路二段16號2F                   | 10:00~22:00                                                                                      | 0910-881050  |
| 竹北遠百店             | 新竹縣竹北市莊敬北路18號B2                       | 週一~週四11:00~21:30 週五~週六11:00~22:00                                                        | 03-658-2760  |
| 宏匯廣場店             | 新北市新莊區新北大道四段3號B2                    | 平日：週一~週四11:00~21:30 週五~週六(隔天為假日)11:00~22:00                                      | 02-8522-7159 |
| 岡山秀泰店             | 高雄市岡山區捷安路1巷2號2樓                      | 11:00~22:00                                                                                      | 0910-880785  |
| 南紡購物中心店         | 台南市東區中華東路一段358號A2館3樓               | 11:00~22:00                                                                                      | 0928-361570  |
| 桃園置地廣場店         | 桃園市中壢區春德路101號1F                        | 週一~週五11:00~21:00 週六~週日11:00~22:00                                                        | 0911-363656  |
| 高雄大遠百誠品店       | 高雄市苓雅區三多四路21號17樓                     | 11:00~22:00                                                                                      | 0928-360167  |
| 高雄義享天地店         | 高雄市鼓山區大順一路115號6樓                     | 週一~週五11:00~22:00 週六~週日10:30~22:00                                                        | 0928-363075  |
| 彩虹市集店             | 高雄市左營區高鐵路115號b2                        | 11:00~22:00                                                                                      | 0928-361790  |
| 淡水中正店             | 新北市淡水區中正路113號                          | 11:00~21:00                                                                                      | 0911-201968  |
| 漢神本館店             | 高雄市前金區成功一路266-1號8樓                   | 週一~週四11:00~21:30 週五&週六&假日前一天11:00~22:00                                             | 0928-361035  |
| 楠梓家樂福-店中店      | 高雄市楠梓區藍田路288號2F                        | 09:00~23:00                                                                                      |              |

- Threeppy

| 店名           | 地址                                 | 營業時間                                                             | 電話        |
| 汐止遠雄店     | 新北市汐止區新台五路一段93號2樓      | 週日~週四11:00~21:30 週五&週六&例假日前夕11:00~22:00                 | 0910-729611 |
| 南港環球店     | 台北市南港區忠孝東路七段371號B1(B1A) | 週一~週五11:00~21:30 週六~週日10:00~21:30                            | 0910-880995 |
| 台北南西店     | 台北市中山區南京西路1號1樓           | 9:30~22:30                                                           | 0910-729577 |
| 台北明曜店     | 台北市大安區忠孝東路四段200號9樓     | 週日~週四 11:00~21:30 週五~週六 11:00~22:00                          | 0910-729589 |
| 板橋遠百中山店 | 新北市板橋區中山路一段152號B1F       | 11:00~22:00                                                          | 0963-793909 |
| 桃園環球A19店  | 桃園市中壢區高鐵南路二段352號2樓     | 11:00-22:00                                                          | 0910-931709 |
| 桃園愛買店     | 桃園市桃園區中山路939號              | 10:00~22:00                                                          | 0910-731567 |
| LaLaport台中店 | 台中市東區進德路600號北館4F          | 週一~週五11:00~22:00 週六日&例假日10:30~22:00                        | 0910-686365 |
| 林口三井店     | 新北市林口區文化二路一段123號3樓     | 週一~週四11:00~21:30 週六~週日10:30~22:00 週五&假日前一天11:00~22:00 | 0910-932509 |
| 高雄大樂店     | 高雄市三民區民族一路463號B1          | 10:00~22:00                                                          | 0910-881067 |
| 高雄夢時代店   | 高雄市前鎮區中華五路789號7F          | 週一~週四11:00~22:00 週六10:30~22:30 週日10:30~22:00                 | 0972-293001 |
| 台中新時代店   | 台中市東區復興路四段186號9樓         | 週一~週五 11:00~22:00 週六~週日&例假日 10:30~22:00                   | 0910-880536 |
| 文心秀泰店     | 台中市南屯區文心南路289號5樓         | 週一~週五11:00~22:00 週末&例假日10:30~22:00                          | 0928-360697 |
| 南紡購物中心店 | 台南市東區中華東路一段358號A2館3樓   | 11:00~22:00                                                          | 0928-361570 |

- Standard Products

| 店名                   | 地址                               | 營業時間                                                                   | 電話        |
| 台北明曜店             | 台北市大安區忠孝東路四段200號9樓   | 週日~週四 11:00~21:30 週五~週六 11:00~22:00                                | 0910-729589 |
| 林口三井店             | 新北市林口區文化二路一段123號3樓   | 週一~週四11:00~21:30 週六~週日10:30~22:00 週五&假日前一天11:00~22:00       | 0910-932509 |
| LaLaport台中店         | 台中市東區進德路600號北館4F        | 週一~週五11:00~22:00 週六日&例假日10:30~22:00                              | 0910-686365 |
| 南紡購物中心店         | 台南市東區中華東路一段358號A2館3樓 | 11:00~22:00                                                                | 0928-361570 |
| 高雄草衙道店(SKM Park) | 高雄市前鎮區中山四路100號3樓       | 週一~週四 11:00~21:30 週五及例假日前一天 11:00~22:00 週六~週日 10:30~22:30 | 0928-363035 |

## 外部連結
- （繁體中文） 台灣大創百貨 （页面存档备份，存于）
- 台灣大創 DAISO JAPAN的Facebook專頁
- Standard Products Taiwan的Facebook專頁
- threeppy_taiwan的Instagram帳戶
- 大創百貨 (daiso taiwan)的Instagram帳戶
- YouTube上的Daiso大創百貨頻道
- DAISO大創線上購物 （页面存档备份，存于）
- 大創大量訂購網 （页面存档备份，存于）
- 大創百貨DAISO Taiwan - LINE 官方帳號 （页面存档备份，存于）
- 台灣公司資料 （页面存档备份，存于）